# Mārtiņš Rubenis
Mārtiņš Rubenis (26. september 1978 i Riga i Lettiske SSR) er en lettisk kælker, der har konkurreret siden 1998. Han vandt bronzemedalje i herresingle under Vinter-OL i 2006 i Torino, og var den første lette (dvs. der repræsenterede Republikken Letland) til at vinde en medalje ved de Olympiske Vinterlege, og den eneste fra Letland ved Vinter-OL i 2006.
Rubenis vandt også guldmedalje ved Ungdoms-VM i kælk i 1998, samt sølv- og bronzemedaljer under VM i kælk i henholdsvis 2003 og 2004. Han har vundet tre medaljer i mixed team-konkurrencer under EM i kælk, med en guldmedalje i 2008 og 2010, samt en bronzemedalje i 2006.
Den 6. januar 2007 tildeltes Rubenis Letlands årlige sportspris som Årets Sportsmand. Mārtiņš Rubenis er siden den 13. oktober 2010 Kavaler af Trestjerneordenen, en orden han fik overrakt af Letlands præsident Valdis Zatlers på Riga Slot den 3. maj 2010.